# Maria Jacobi
Maria Jacobi (ur. 12 marca 1910 w Wiedniu, zm. 8 października 1976 tamże) – austriacka polityczka socjaldemokratyczna, pierwsza kobieta - członek magistratu Wiednia.

## Życiorys
Po zdobyciu uprawnień nauczycielki szkoły zawodowej w latach 1930-1934 kierowała kilkoma bursami w Wiedniu. Była też czeladniczką krawiecką. Po wojnie domowej w 1934 początkowo pozostawała bezrobotna. Od 1936 do 1959 pracowała w wydawnictwie, awansując w nim na prokurentkę. Od 1924 działała w Socjalistycznej Młodzieży Robotniczej. W 1929 jako pierwsza kobieta objęła jej kierownictwo. Od 1945 do 1975 była radną Wiedna z trzeciego okręgu wyborczego. W grudniu 1949 została sekretarzem Rady Miejskiej, zaś w 1952 wiceprzewodniczącą jej Komisji Finansowej. Działała także w Komisjach: Zdrowia, Administracji Ogólnej i Inwestycji Miejskich). Od 1959 do 1973 zasiadała w magistracie Wiednia, zajmując się w nim polityką społeczną. Była pierwszą socjaldemokratyczną radną Wiednia, przed nią tę funkcję sprawowała jedynie chadeczka Alma Motzko. Jako radna przyczyniała się do zakładania przedszkoli i innych przedsięwzięć na rzecz potrzebującej młodzieży oraz domów i klubów dla emerytów, takich jak Föhrenhof w 13 dzielnicy i Sonnenhof w 22 dzielnicy.
W 2011 administracja miejska powołała komisję mającą na celu zbadanie sprawy znęcania się nad wychowankami przez pracowników domu dla uczniów specjalnej troski w pałacu Wilhelminenberg, do którego doszło w czasie sprawowania kontroli nad placówką z ramienia rady miejskiej przez Jacobi. Ze zgromadzonego materiału dowodowego wynika, że była ona informowana o nadużyciach poza wykroczeniami natury seksualnej.

## Odznaczenia i upamiętnienie
Była odznaczona Wielką Złotą Odznaką Honorową za Zasługi dla Republiki Austrii i Wielką Złotą Odznaką Honorową za Zasługi dla Wiednia. W 1974 otrzymała tytuł honorowej obywatelki Wiednia. Jej imię nosi ulica i dom dla seniorów w 3 dzielnicy Wiednia.